# R.I.P.D. - Poliziotti dall'aldilà
R.I.P.D. - Poliziotti dall'aldilà (R.I.P.D.) è un film del 2013 diretto da Robert Schwentke, con protagonisti Jeff Bridges e Ryan Reynolds. Il film è tratto dall'omonimo fumetto ideato da Peter M. Lenkov e pubblicato dalla Dark Horse Comics.

## Trama
Gli agenti di polizia di Boston Nick Walker e Bobby Hayes scoprono e rubano diversi pezzi d'oro durante un arresto. Nick sotterra i suoi pezzi sotto un arancio che Julia, sua moglie, pensa sia un regalo. Dopodiché, capendo che non ha bisogno dell'oro trafugato, decide di farlo registrare come prova e parla della cosa a Bobby. I due vengono interrotti da un intervento improvviso e, durante la retata, Bobby uccide Nick. Il tempo si ferma e Nick viene trascinato in un vortice nel cielo.
Nell'aldilà, come pena per il furto dei pezzi d'oro, Nick viene reclutato dal sovrintendente Mildred Proctor nel R.I.P.D. (Dipartimento di Polizia Riposa in Pace), il quale è responsabile della ricerca e dell'arresto delle anime che si rifiutano di andare nell'aldilà; rimaste sulla terra, queste anime diventano "deado", vale a dire "marce". Nick viene affiancato a Roycephus "Roy" Pulsipher, un rude sceriffo defunto del diciannovesimo secolo. Appena tornati sulla Terra, i due guardano il funerale di Nick e questi tenta di parlare a Julia, che però non lo riconosce; perciò Roy rivela a Nick che agli agenti R.I.P.D. viene dato un avatar e una nuova identità per evitare che rivelino ai vivi l'esistenza dell'aldilà: Nick è un anziano signore cinese, mentre Roy appare agli altri come una bellissima donna bionda.
Durante la prima missione, Nick aiuta Roy nell'interrogatorio di un deado e scopre che il sospetto è in possesso di alcuni pezzi d'oro simili a quelli che aveva rubato quando era vivo. Nick e Roy catalogano i pezzi come prova prima di fare qualche domanda a un informatore di Roy. Nick inganna l'informatore e quest'ultimo li conduce da Bobby: i due agenti seguono Bobby fino alla vecchia casa di Nick, dove Hayes dissotterra i pezzi d'oro davanti a Julia, che rimane sconvolta. Roy e Nick continuano a seguire Bobby e lo osservano mentre consegna l'oro a un deado, che perciò fermano e interrogano; il deado, però, riesce a fuggire trasformandosi in pubblico, attirando l'attenzione degli umani e causando il panico. Al R.I.P.D. Mildred riceve l'ordine dagli Affari Eterni di sollevare Roy e Nick dal caso e dal servizio a causa del fallito arresto e del panico creato dal deado; Mildred viene tuttavia informata dagli Affari Eterni che l'oro rinvenuto dai due fa parte di un antico artefatto, il Prisma di Jericho, che può invertire il flusso delle anime dalla Terra all'Aldilà e potenzialmente causare un'apocalisse.
Nick si trattiene sulla Terra per tentare senza successo di farsi riconoscere da Julia; Roy lo segue e i due decidono di lavorare insieme per scoprire il piano di Bobby. Scoprono così che lo stesso Bobby è un deado e lo arrestano, ma un oggetto confiscato ferma tutto il dipartimento del R.I.P.D. In tal modo, Bobby fugge assieme ad altri deado, portando via anche l'oro e assembla il Prisma di Jericho sul tetto del palazzo del Commonwealth; dopodiché prende Julia come ostaggio e la trafigge, dato che per il Prisma richiede un sacrificio umano per essere attivato. Nick e Roy riescono a superare l'esercito di deado a guardia dell'artefatto e ingaggiano uno scontro con Bobby, durante il quale Roy riesce a distruggere il Prisma e Nick elimina Bobby. Prossima alla morte, Julia vede Nick per quello che è veramente e i due si danno l'ultimo addio; Julia, infine, viene salvata e ricoverata.
Mildred informa Nick che Julia riuscirà a sopravvivere e restare sulla Terra; Nick e Roy vengono riabilitati nel R.I.P.D. e quest'ultimo, per congratularsi con il suo partner, dona a lui una nuova identità, tuttavia data la scarsa scelta di avatar disponibili, Nick si ritrova nei panni di una giovane Girl Scout.

## Produzione
Il film è un adattamento cinematografico dell'omonimo fumetto pubblicato dalla Dark Horse Comics; la sua realizzazione venne annunciata per la prima volta nel mese di marzo 2008 e sin dall'inizio furono evidenziati punti in comune con la saga di Men in Black. Il produttore e fondatore della Dark Horse Comics Mike Richardson in proposito ebbe occasione di dichiarare che se R.I.P.D. condivide con Men in Black diversi aspetti, tra cui la marcata presenza di lati comici, la nuova opera dà maggiore risalto agli elementi horror della storia.
A dirigere il film, in un primo momento era stato designato McG, in seguito rimpiazzato da Robert Schwentke nel corso dell'estate del 2010.

### Cast
Nell'aprile 2010, per interpretare il protagonista Nick Walker, venne annunciato il primo attore ad entrare nel cast, Ryan Reynolds, per i mesi successivi già scritturato in altri progetti cinematografici. Il casting proseguì quindi nel 2011. Per il ruolo del co-protagonista Roy Pulsipher, nel mese di febbraio era stato designato Zach Galifianakis. Tuttavia l'attore, a causa dei suoi impegni in altri film, dovette rinunciare alla parte; il 28 aprile, per rimpiazzarlo, venne ingaggiato Jeff Bridges.
Il successivo 28 luglio Kevin Bacon venne ingaggiato per interpretare il "cattivo" Bobby Hayes; mentre nel corso del mese seguente vennero ingaggiate Stephanie Szostak, per il ruolo della moglie del protagonista Nick Walker; la modella Marisa Miller, interprete dell'avatar, ovvero del corpo "terreno", di Roy Pulsipher; gli attori Mike O'Malley e James Hong, rispettivamente per i ruoli dello spirito Elliot e dell'avatar di Nick; e Mary-Louise Parker, per la parte di Proctor, la donna che supervisiona il R.I.P.D., ruolo per la quale era stata considerata anche Jodie Foster. Il casting si completò nel mese di settembre, con l'ingaggio di Robert Knepper, interprete di Nawlicki.

### Riprese
Le riprese si svolsero a partire dall'ultima settimana del mese di agosto 2011 nelle città di Boston, Providence e Raynham.

### Montaggio
Il film venne girato in 2D, ma nel mese di febbraio 2013 la Universal Pictures annunciò che la pellicola, sottoposta ad un apposito processo di post-conversione, sarebbe stata distribuita anche in 3D.

## Distribuzione
Il film è stato distribuito nelle sale cinematografiche statunitensi dal 19 luglio 2013 a cura della Universal Pictures. In Italia è stato distribuito dal 12 settembre 2013.

## Promozione
L'11 aprile 2013 venne pubblicata la prima immagine promozionale, che vede i protagonisti interpretati da Jeff Bridges e Ryan Reynolds impugnare pistole di grosso calibro; mentre il 16 aprile il film venne presentato ufficialmente al CinemaCon di Las Vegas. Il primo trailer ufficiale del film venne invece distribuito dal 17 aprile 2013.
Il 23 aprile 2013 è stato diffuso il trailer italiano sul sito de La Gazzetta dello Sport.